# پفینتستال
پفینتستال (به آلمانی: Pfinztal) یک شهر در آلمان است که در کارلسروهه واقع شده‌است. پفینتستال ۱۷٬۹۹۴ نفر جمعیت دارد.